# Сайрус, Данил
Данил Сайрус (англ. Daneil Cyrus; род. 15 декабря 1990, Плимут, Тринидад и Тобаго) — тринидадский футболист, защитник, выступавший за сборную Тринидада и Тобаго.

## Биография
В чемпионате Тринидада и Тобаго дебютировал в команде «Юнайтед Петротрин». Затем Сайрус в течение нескольких сезонов выступал за ряд других команд страны.
В 2011 году защитник провёл 2 матча за американский клуб MLS «Спортинг Канзас-Сити».
В июле 2012 года Сайрус стал игроком клуба «Дабл-Ю Коннекшн». Сезон 2014/15 тринидадец провёл на правах аренды во вьетнамском «Ханой T&T». В августе 2015 года Сайрус вернулся в MLS, отправившись в аренду в «Чикаго Файр».
С лета 2017 года играл за гондурасскую «Хутикальпу».
В мае 2018 года вернулся на родину, выступать за «Сентрал».

## Сборная
За сборную Тринидада и Тобаго Данил Сайрус выступает с 2010 года. В 2013 году в её составе он принимал участие в Золотом кубке КОНКАКАФ.

## Достижения
- Чемпион Тринидада и Тобаго: 2009
- Обладатель Кубка Тринидада и Тобаго: 2009